# Fabijan Svalina
Fabijan Svalina (Diakovár, 1971. november 7. –) a Szerémi római katolikus egyházmegye koadjutor püspöke 2021-2024-ben, 2024-től Szerém püspöke.

## Élete
1997. június 29-én szentelték pappá, és a Diakovár-Eszéki főegyházmegyébe inkardinálták. Ő volt többek között az egyházmegyeközi szeminárium prefektusa, a kúria kancellárja, a Horvát Püspöki Konferencia segédtitkára és a Caritas országos igazgatója[1].

## Püspöksége
2021. október 7-én Ferenc pápa a Szerémi római katolikus egyházmegye koadjutor püspökévé nevezte ki[1]. 2021. november 21-én szentelte püspökké Paul Richard Gallagher érsek, a Szentszék Államtitkárságának államokkal való kapcsolatokért felelős titkára Đuro Hranić és Đuro Gašparović segédletével.[2]. 2024. február 14-én vette át az egyházmegye irányítását elődje nyugdíjba vonulása után[3].